# Mikivsuk Thomassen
Mikivsuk P. Thomassen (* 7. September 1980) ist eine grönländische Politikerin (Inuit Ataqatigiit).

## Leben
Mikivsuk Thomassen stammt aus Qaanaaq. Sie ist Lehrerin und Sozialassistentin. Sie kandidierte erstmals bei der Kommunalwahl 2017 und erhielt den zweiten Nachrückerplatz ihrer Partei in der Avannaata Kommunia. Bei der Parlamentswahl in Grönland 2018 erhielt sie den sechsten der acht Sitze ihrer Partei im Inatsisartut. Bei der Wahl 2021 erreichte sie den ersten Nachrückerplatz der Inuit Ataqatigiit und saß darüber die gesamte Legislaturperiode lang im Parlament. Bei der Kommunalwahl am selben Tag erreichte sie nur den dritten Nachrückerplatz. Bei der Parlamentswahl 2025 erreichte sie nur den sechsten Nachrückerplatz und schied somit aus dem Parlament aus. Bei der Kommunalwahl 2025 konnte sie hingegen in den Rat der Avannaata Kommunia einziehen.